# Rimnersvallen
Rimnersvallen - stadion sportowy położony w mieście Uddevalla, w Szwecji. Oddany został do użytku w 1922 roku. Swoje mecze na tym obiekcie rozgrywają zespoły IK Oddevold i Uddevalla IS.  Jego pojemność wynosi 12 000 widzów (z czego 3000 to miejsca siedzące). W 1958 roku był jedną z aren piłkarskich mistrzostw świata.